# Cet homme est un requin
Pour plus de détails, voir Fiche technique et Distribution.
Cet homme est un requin (Cash McCall) est un film américain réalisé par Joseph Pevney, sorti en 1960.

## Fiche technique
- Titre original : Cash McCall
- Titre français : Cet homme est un requin
- Réalisation : Joseph Pevney
- Scénario : Lenore J. Coffee et Marion Hargrove d'après le roman de Cameron Hawley
- Photographie : George J. Folsey
- Montage : Philip W. Anderson
- Musique : Max Steiner
- Pays d'origine : États-Unis
- Genre : drame
- Date de sortie : 1960

## Distribution
- James Garner : Cash McCall
- Natalie Wood : Lory Austen
- Nina Foch : Maude Kennard
- Dean Jagger : Grant Austen
- E. G. Marshall : Winston Conway
- Henry Jones : Gilmore 'Gil' Clark
- Otto Kruger : Will Atherson
- Roland Winters : General Andrew 'Andy' Danvers
- Edward Platt : Harrison Glenn
- Edgar Stehli : Mr Pierce
- Linda Watkins : Marie Austen
- Parley Baer : Harvey Bannon